# Biến dị di truyền
Biến dị di truyền là sự khác nhau về ADN giữa các cá thể hoặc quần thể. Đột biến là nguyên nhân sâu xa nhất của biến dị di truyền, nhưng các cơ chế khác, chẳng hạn như phiêu bạt di truyền, cũng đóng một vai trò nhất định.

## Nội dung khái niệm
- Biến dị di truyền là thuật ngữ dùng để chỉ các biến dị của sinh vật có khả năng di truyền được cho thế hệ sau, phân biệt với khái niệm "biến đổi" do Lamac (Jean-Baptiste Lamarck) đề xuất và biến dị thường biến (hay tính mềm dẻo kiểu hình).[3], [4], [5]
- Về vai trò, thì biến dị di truyền là nền tảng của tiến hoá, không có loại biến dị này thì quá trình tiến hoá của sinh vật không thể xảy ra. Các biến dị di truyền - theo thuyết tiến hoá hiện đại - là nguồn nguyên liệu cho chọn lọc. Từ nguồn nguyên liệu này, quá trình chọn lọc (chọn lọc tự nhiên hoặc chọn lọc nhân tạo) có thể tạo ra các dạng sinh vật mới và hình thành loài mới.

## Các dạng chính
Ở trình độ Di truyền học phổ thông, người ta thường phân biệt 3 dạng biến dị di truyền:, , 
- Đột biến (mutation) là biến đổi của vật chất di truyền, đó là những biến đổi của DNA (hình 1) hoặc của biến đổi nhiễm sắc thể (hình 2).
- Dòng gen (gene flow) là thuật ngữ dùng để chỉ sự di cư hoặc nhập cư giữa các quần thể khác nhau nhưng của cùng một loài. Qua di cư hoặc nhập cư, quần thể có khả năng thêm các alen khác mà nó vốn không có (hình 3).
- Giao phối phát sinh các tổ hợp gen mới mà quần thể vốn không có, nhờ sự phân li độc lập trong giảm phân và tổ hợp tự do trong thụ tinh (hình 4). Dạng này gồm cả tái tổ hợp gen, bao gồm tái tổ hợp tương đồng và tái tổ hợp không tương đồng.

Hình 1: Các dạng đột biến điểm ở gen.
Hình 2: Các dạng đột biến NST thường gặp.
Hình 3: Di cư hoặc nhập cư có thể tạo nguồn gen mới.